# Leptophobia
Leptophobia ist eine neotropisch verbreitete Schmetterlings-Gattung aus der Familie der Weißlinge (Pieridae). 

## Merkmale

### Bau der Imago

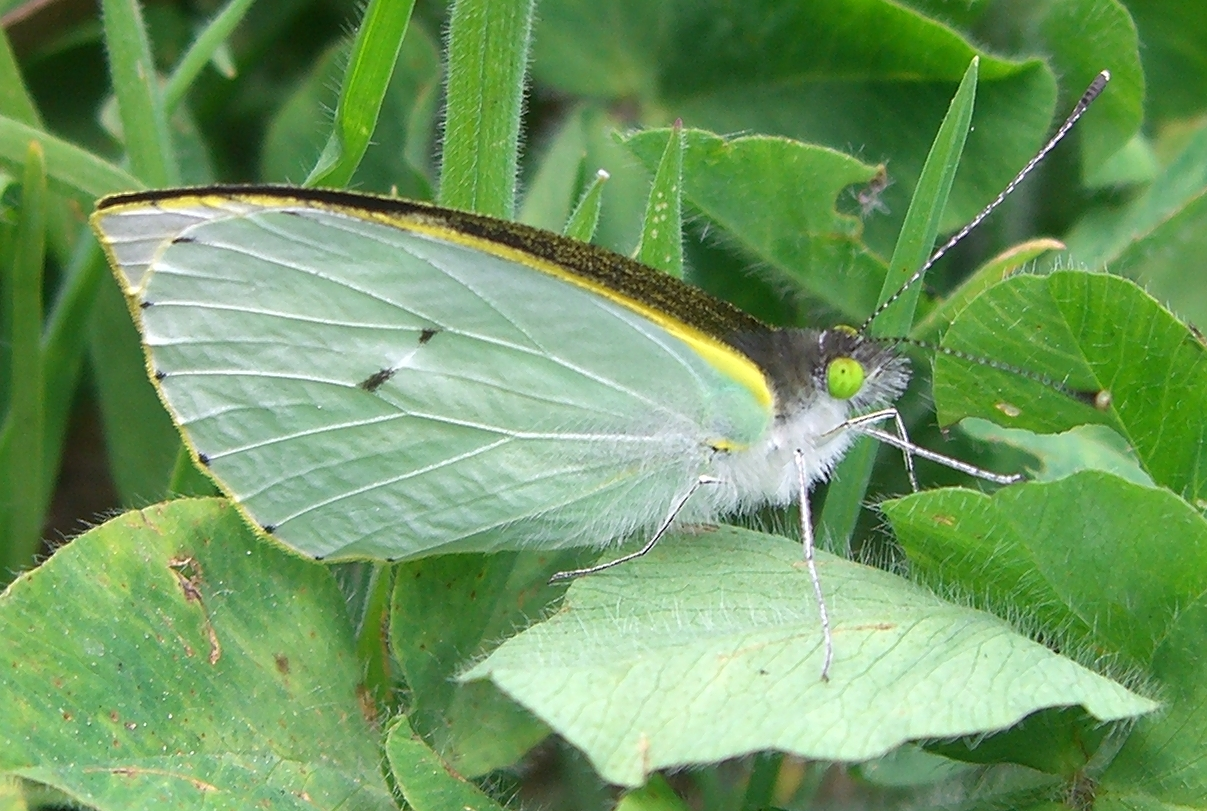
Flügelunterseite der Unterart Leptophobia eleone eleone

Die weißlichen, gelblichen oder gräulichen Falter der Gattung Leptophobia erreichen Flügelspannweiten zwischen 25 und 50 Millimetern. Im Vergleich mit dem restlichen Körper sind die Fühler sehr lang. Das zweite und dritte Gelenkglied des Tasters ist gleich groß. Letzteres ist jedoch schmaler. Die beiden Radiusadern R1 und R2 im Vorderflügel entspringen der Diskoidalzelle. Im Gegensatz dazu beginnen die Radiusadern R4 und R5 stets entfernt von der Diskoidalzelle. Auch die Medianader beginnt nicht direkt an der Diskoidalzelle, sondern erst nach ungefähr einem Viertel der Distanz zur Flügelspitze. Die die Diskoidalzelle zwischen der ersten und zweiten Medianader begrenzende Ader ist, bis auf wenige Ausnahmen, in denen sie gleich lang ist, deutlich kürzer als jene zwischen der zweiten und der dritten Medianader. Im Hinterflügel ist das Humeralsklerit an seiner Basis ein wenig gebogen.

### Bau der Raupe
Die Raupen besitzen den für Weißlinge typischen Körperbau. Sie sind grün und in einigen Fällen mit orangen oder blauen Markierungen versehen und behaart.

## Lebensraum
Die Vertreter der Gattung Leptophobia findet man häufig in Schluchten oder offenen Weiden im Gebirge, an denen Süßgräser (Poaceae) wachsen. Zu den bevorzugten Nahrungspflanzen zählen Arten aus den Familien Kaperngewächse (Capparaceae), Kreuzblütengewächse (Brassicaceae) und Kapuzinerkressengewächse (Tropaeolaceae).

## Systematik

### Phylogenetik
Die phylogenetische Stellung der Gattung ist nach wie vor nicht sicher geklärt. Alexander Barrett Klots stellte bereits 1933 Leptophobia neben Leuciacria und Elodina, merkte aber Unsicherheiten an. Auch eine neuere Untersuchung im Jahr 2006 konnte diese Unsicherheit nicht auflösen.

### Innere Systematik
Im Folgenden sind alle 13 in Kolumbien vorkommenden Arten aufgelistet:
- Leptophobia eleone
- Leptophobia gonzaga
- Leptophobia aripa
- Leptophobia eleusis
- Leptophobia helena
- Leptophobia pinara
- Leptophobia smithii
- Leptophobia tovaria
- Leptophobia penthica
- Leptophobia philoma
- Leptophobia caesia
- Leptophobia cinerea
- Leptophobia micaia